# Daxin, Wuhe
Daxin (kinesiska: 大新) är en köping i östra Kina. Den ligger i Wuhe härad i staden Bengbu i provinsen Anhui, omkring 130 kilometer norr om provinshuvudstaden Hefei.